# Cylindropuntia ramosissima

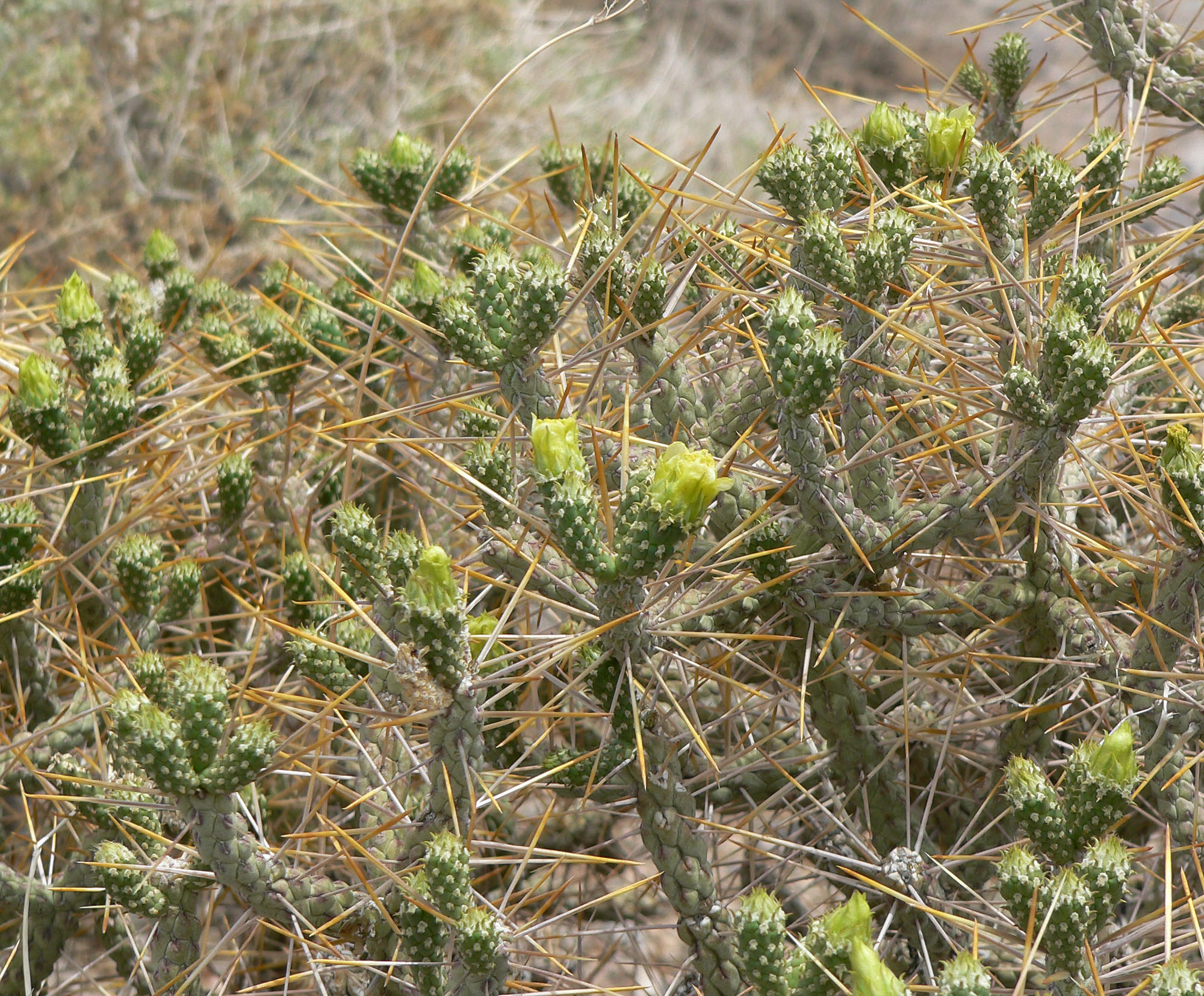
Ausschnitt mit Dornen und Blüten

Cylindropuntia ramosissima ist eine Pflanzenart aus der Gattung Cylindropuntia in der Familie der Kakteengewächse (Cactaceae). Das Artepitheton ramosissima leitet sich vom Superlativ des lateinischen Adjektivs ramosus für ‚verzweigt‘ ab. Englische Trivialnamen sind „Branched Pencil Cholla“ und „Diamond Cholla“.

## Beschreibung
Cylindropuntia ramosissima wächst strauchig oder baumförmig, ist ineinander verwoben verzweigend und erreicht Wuchshöhen von 0,5 bis 2 Meter. Auf den fest aneinander haftenden grünen, trocken vergrauenden, zylindrischen, 2 bis 10 Zentimeter langen und 0,4 bis 1 Zentimeter im Durchmesser messenden Triebabschnitten befinden sich rhomusförmige, konvexe Höcker. Die fast kreisrunden, lohfarben bis weiß bewollten Areolen stehen am oberen Ende hervor und sind zwischen die benachbarten Höcker eingequetscht. Sie tragen bis zu 2 Millimeter lange gelbe bis braune Glochiden. Die ein bis fünf Dornen befinden sich mehrheitlich an den spitzennahen Areolen der Triebe oder fehlen gelegentlich ganz. Sie sind lohfarben bis rötlich braun bis tiefpurpurfarben und vergrauen im Alter. Von den bis zu zwei Hauptdornen ist der längste ausgebreitet und 2,5 bis 6 Zentimeter lang. Die unteren Hauptdornen sind mehrheitlich zurückgebogen und bis zu 1 Zentimeter lang.
Die Blüten sind bronzerot mit einem leicht rosafarbenen Hauch. Die ellipsoiden lohfarbenen Früchte sind trocken und werden klettenartig. Sie sind 1,5 bis 3,5 Zentimeter lang und weisen Durchmesser von 1 bis 1,5 Zentimeter auf.

## Verbreitung, Systematik und Gefährdung
Cylindropuntia ramosissima ist in den Vereinigten Staaten in den Bundesstaaten Kalifornien, Arizona und Nevada sowie in den mexikanischen Bundesstaaten Baja California, Baja California Sur und Sonora in der Mojave- und Sonora-Wüste in Höhenlagen von 50 bis 1100 Metern verbreitet.
Die Erstbeschreibung als Opuntia ramosissima von George Engelmann wurde 1852 veröffentlicht. Frederik Marcus Knuth stellte die Art 1936 in die Gattung Cylindropuntia. Ein weiteres nomenklatorisches Synonym ist Grusonia ramosissima (Engelm.) G.D.Rowley (2006).
In der Roten Liste gefährdeter Arten der IUCN wird die Art als „Least Concern (LC)“, d. h. als nicht gefährdet geführt. Die Entwicklung der Populationen wird als stabil angesehen.

## Nachweise